# 1453 Fennia
1453 Fennia (tên chỉ định: 1938 ED1) là một tiểu hành tinh rìa trong của vành đai chính. Nó được phát hiện ngày 8 tháng 3 năm 1938 bởi nhà thiên văn học Phần Lan Yrjö Väisälä tại Iso-Heikkilä Observatory ở Turku, Phần Lan. Tên của nó được đặt theo tên tiếng Latin của Phần Lan.